# 高瑶
高 瑶（こう よう、生没年不詳）は、明代の官僚。字は庭堅。本貫は福州府閩県。

## 生涯
郷挙により荊門州学訓導となった。1467年（成化3年）5月、高瑶は十事を上疏した。その中に景泰帝に廟号を贈るよう勧める文言があったため、左庶子の黎淳に強く非難された。成化帝が「景泰のことは過ぎたことで、朕は意に介していない」と言ったため、議論は沙汰止みになった。
1483年（成化19年）、高瑶は番禺知県となった。1486年（成化22年）、高瑶は宦官の韋眷が外国人と通じて貯めこんだ巨万の財産を官に没収した。韋眷はこのことを恨んで、高瑶を誣告する上奏をおこなった。高瑶は広東布政使の陳選とともに逮捕された。番禺県の士民は泣いて高瑶を送り、道を塞いだ。高瑶は一兵士として永州府に流された。後に釈放されて帰り、死去した。